# Keria
Keria : studia Latina et Graeca je strokovno-znanstvena revija Društva za antične in humanistične študije Slovenije. Revijo, ki izhaja od leta 1999 (prva glavna urednica je bila Barbara Šega-Čeh), sedaj izdaja Društvo za antične in humanistične študije Slovenije, ki deluje v okviru Oddelka za klasično filologijo Filozofske fakultete v Ljubljani. Revija izhaja dvakrat letno. 
Poimenovana je z grško besedo ('satovje') in s podnaslovom Studia Latina et Graeca ter objavlja znanstvene, strokovne in poljudne članke s področja grškega in latinskega jezikoslovja, književnosti, antične zgodovine, antične in srednjeveške filozofije, rimskega prava ter klasične arheologije. 
Posebni stalni rubriki sta posvečeni didaktiki klasičnih jezikov in prevodom iz antičnih književnosti.